# ハイチ系カナダ人
ハイチ系カナダ人は、フランス語圏カリブ海の島国ハイチからのカナダへの移民である。
移住は1960年代にはじまり、多くはモントリオールとその他のケベック州各地に定着した。彼らがハイチを離れた理由は多岐にわたるが、彼らが定着先にケベックを選んだ理由はフランス語が達者であったからである。2006年のカナダのセンサスでは、カナダに住むハイチ系カナダ人の総人口を102,430人としている。そして、このうち90,135人 (88%) がケベック州に居住している。

## ハイチ系カナダ人の一覧
- ジョアシャン・アルシーヌ - ボクサー
- レジーヌ・シャサーニュ - ミュージシャン
- ウルリック・シェルバン - アモス市市長
- アントワーヌ・クラーン - プロサッカー選手
- サミュエル・ダレンバート - プロバスケ選手
- en:DL Incognito - ラッパー
- オリヴィエ・ジャルダ - シンガーソングライター
- ミカエル・ジャン - ジャーナリスト、カナダ総督
- ダニー・ラファリエール - 小説家
- ジョルジェ・ララク - プロホッケー選手
- メリッサ・ラヴォー - ミュージシャン
- デビッド・ロワゾー - 格闘家
- ジェシカ・ルーカス - 女優
- ルック・メルヴィル -  ケベック・ロック歌手
- ファルマン・モヌスタム -  マタワ市市長、カナダ初の黒人市長
- ミュージョン - ラップ・グループ
- ブルニー・スラン - オリンピック・スプリンター
- ジョナサン・デイヴィッド - プロサッカー選手

## 脚註
1. ↑  Ethnic origins, 2006 counts, for Canada, provinces and territories - 20% sample data, Statistics Canada (2006). Retrieved on August 11, 2008.
2. ↑  2006 Canada Census: Ethinic Origin (National)
3. ↑  2006 Canada Census: Quebec Ethnic Origin